# 2015 في تونس
تحتوي هذه المقالة على أهم الأحداث التي شهدتها تونس في 2015، إضافة إلى أهم الشخصيات التونسية المولودة والمتوفية في هذه السنة.

## الحكم
- رئيس الجمهورية التونسية: الباجي قائد السبسي (منذ 31 ديسمبر 2014)
- رئيس الحكومة التونسية: مهدي جمعة ثم الحبيب الصيد (منذ 6 فبراير 2015)
- رئيس مجلس نواب الشعب: محمد الناصر (منذ 4 ديسمبر 2014)
- الحكومة: حكومة مهدي جمعة ثم حكومة الحبيب الصيد.
- مجلس نواب الشعب: المدة النيابية الأولى.

## الأحداث

### يناير
- 5 يناير: تعيين الحبيب الصيد كرئيس للحكومة.

### فبراير
- 5 فبراير: حكومة الحبيب الصيد تتحصل على الثقة من مجلس نواب الشعب.
- 6 فبراير: بداية مهام الحكومة رسميا.

### مارس
- 14 - 21 مارس: الدورة 2 من أيام قرطاج الموسيقية.[1]
- 18 مارس: هجوم إرهابي على متحف باردو في تونس العاصمة يخلف 21 قتيلا و45 جريحا إضافة لقتل منفذي الهجوم.
- 28 مارس: عملية سيدي عيش ضد مجموعات مسلحة خلفت 9 قتلى لدى المسلحين قرب سيدي عيش.

### مايو
- 25 مايو: إطلاق نار في ثكنة بوشوشة العسكرية في تونس العاصمة يخلف ثمانية قتلى وتسعة جرحى من الجيش، إضافة إلى المسلح الذي قتل.

### يونيو
- 26 يونيو: هجوم إرهابي مسلح في سوسة في المنطقة السياحية في سوسة خلف 38 قتيلا و29 جريحا إضافة لقتل مسلح.

### يوليو
- 4 يوليو: الرئيس الباجي قائد السبسي يعلن حالة الطوارئ في كامل البلاد لمدة 30 يوما قابلة للتجديد.
- 9 يوليو - 20 أغسطس: الدورة 51 من المهرجان الدولي بالحمامات.[2]
- 11 يوليو - 18 أغسطس: الدورة 51 من مهرجان قرطاج الدولي.
- 28 يوليو - 12 أغسطس: الدورة 30 من المهرجان الدولي للموسيقى السمفونية بالجم.[3]

### أغسطس
- 24 أغسطس: إطلاق زورق الدورية استقلال بي 201 تونسي الصنع بالكامل (باستثناء المحركات من ألمانيا والمضخات المائية من السويد).

### أكتوبر
- 2 أكتوبر: الرئيس الباجي قائد السبسي يرفع وينهي حالة الطوارئ المعلنة في 4 يوليو.
- 8 أكتوبر: تعرض النائب ورئيس النجم الرياضي الساحلي رضا شرف الدين لمحاولة اغتيال لم تنجح.[4]
- 9 أكتوبر: جائزة نوبل للسلام لسنة 2015 تقدم للرباعي الراعي للحوار الوطني.
- 16 - 24 أكتوبر: الدورة 17 من أيام قرطاج المسرحية.[5]

### نوفمبر
- 21 - 28 نوفمبر: الدورة 26 من أيام قرطاج السينمائية، وفاز بالتانيت الذهبي فيلم جوق العميين للمغربي محمد مفتكر، وذهب التانيت الفضي لفيلم نهر لا نهاية له للجنوب أفريقي أوليفر هيرمانوس، بينما ذهب التانيت البرونزي لفيلم على حلة عيني للتونسية ليلى بوزيد.
- 24 نوفمبر: هجوم إرهابي مسلح على حافلة تابعة للأمن الرئاسي تخلف 12 قتيلا، والإعلان عن حالة الطوارئ لمدة 30 يوما.

### ديسمبر
- 24 - 27 ديسمبر: الدورة 48 من المهرجان الدولي للصحراء بدوز.[6]

## الرياضة في تونس
- 3 يناير - 25 أبريل: كأس تونس للكرة الطائرة للرجال 2014-2015 وفاز بها النجم الرياضي الساحلي.
- 16 - 25 يناير: مشاركة منتخب تونس لكرة اليد في بطولة العالم لكرة اليد للرجال 2015 في قطر ومجيئه في المركز 15.
- 4 - 10 مايو: الدورة 4 من كأس نانا، فازت به في الفردي ماريا إيروغيين وفي الزوجي ماريا إيروغيين وبولا كانيا.
- 19 - 30 أغسطس: تنظيم بطولة أمم أفريقيا لكرة السلة 2015، وفاز بها منتخب نيجيريا لكرة السلة.
- 22 - 30 أغسطس: تونس تحقق ميدالية فضية واحدة في بطولة العالم لألعاب القوى 2015 تحصلت عليها حبيبة الغريبي.
- 4 - 19 سبتمبر: حققت تونس في ألعاب عموم أفريقيا 2015 30 ميدالية ذهبية و26 فضية و38 برونزية محتلة بذلك المركز الخامس.
- الدوري التونسي لكرة القدم 2014-2015
- الدوري التونسي لكرة القدم 2015-2016
- كأس تونس لكرة السلة للرجال 2014-2015
- كأس تونس لكرة اليد للرجال 2014-2015
- بطولة تونس لألعاب القوى 2015
- بطولة تونس لكرة السلة للرجال 2014-2015
- بطولة تونس لكرة السلة للرجال 2015-2016
- الرابطة التونسية المحترفة الثانية لكرة القدم 2014-2015
- الرابطة التونسية المحترفة الثانية لكرة القدم 2015-2016
- الدوري التونسي لكرة اليد 2014-2015
- الدوري التونسي لكرة اليد 2015-2016
- بطولة تونس للجودو 2015
- بطولة تونس للسباحة 2015
- بطولة تونس لكرة الطاولة 2015
- بطولة تونس للكرة الطائرة للرجال 2014-2015
- بطولة تونس للكرة الطائرة للرجال 2015-2016
- كأس تونس لكرة القدم 2014-2015
- كأس تونس لكرة القدم 2015-2016

## وفيات
- 17 يناير: الحبيب بن ذياب، ممثل.
- 28 يناير: رضا دريرة، مسرحي وجامعي.
- 10 فبراير: رفيق التليلي، سياسي.
- 29 فبراير: عبد الله العبعاب، سياسي.
- 23 فبراير: عبد العزيز بن ضياء، سياسي ووزير سابق.
- 20 مارس: الأسعد بن عصمان، سياسي ووزير سابق.
- 25 مارس: فؤاد الزاوش، رسام وكاتب.
- 24 مارس: المنصف بن سالم، عالم وجامعي وسياسي ووزير سابق.
- 29 مارس: عز الدين قنون، مخرج ومسرحي.
- 19 أبريل: أحمد اللغماني، شاعر.
- 26 مايو: أحمد شطورو، سياسي ووزير سابق.
- 14 يونيو: أبو عياض التونسي، ناشط إسلامي.
- 17 يونيو: عبد الله الزواري، مدير جريدة الفجر.
- 1 يوليو: محمد اليعلاوي، باحث أكاديمي ووزير سابق.
- 13 أغسطس: منية الورتاني، ممثلة.
- 18 أغسطس: محمد الصغير، سياسي ونائب سابق.
- 22 سبتمبر: مختار اليحياوي، قاضي وناشط حقوق إنسان.
- 10 أكتوبر: صوفي الغولي، راوية ومؤرخة فنية.
- 10 أكتوبر: محمود السهيلي، فنان تشكيلي.
- 27 أكتوبر: فاطمة بوساحة، فنانة.
- 20 نوفمبر: أحمد السنوسي، ممثل.
- 13 ديسمبر: عبد الجليل الزاوش، جراح وجامعي ونقابي.

## مقالات ذات صلة
- 2015 في أوروبا
- 2015 في أفريقيا
- 2015 في أمريكا
- 2015 في آسيا
- 2015 في أوقيانوسيا.